# Kyle Schmid
Pour les articles homonymes, voir Schmid.
 (novembre 2023).
Si vous disposez d'ouvrages ou d'articles de référence ou si vous connaissez des sites web de qualité traitant du thème abordé ici, merci de compléter l'article en donnant les références utiles à sa vérifiabilité et en les liant à la section « Notes et références ».
Kyle Schmid est un acteur canadien né le 3 août 1984 à Mississauga, Ontario. Il est surtout connu pour avoir joué le vampire Henry Fitzroy dans la série Blood Ties.

## Biographie

### Vie privée
Passionné de sports, il a commencé à jouer au football à l'âge de quatre ans et a poursuivi en équipe pendant dix-huit ans.
Il pratique le VTT, le parachutisme, le snowboard, l'équitation et la natation.
Il est un des fondateurs de "Love Curses Cancer", association collectant des fonds pour St Jude Children's Research Hospital à Memphis.
Il est en couple avec l'actrice Caity Lotz. Ils annoncent leurs fiançailles le 7 mai 2022.
Ils se sont mariés en février 2023. En septembre 2024 ils deviennent parents d'une petite fille.

### Carrière
Son premier film s'appelle Spill dans lequel il jouait un enfant malade.
Il a incarné deux fois un rôle de vampire dans les séries Being Human (US) et Blood Ties.
Le 21 mars 2024, on apprend qu'il est choisi pour incarner Mike Franks dans le préquel de NCIS, NCIS : Origins.

## Filmographie

### Cinéma
- 2019 : 10 Minutes Gone de Brian A. Miller : Griffin
- 2014 : Dark Hearts, de Rudolf Buitendach (en) : Colson
- 2010 : Gravy Train de April Mullen : Acteur
- 2008 : The Thaw de Mark A. Lewis : Federico Fulce
- 2008 : Une virée en enfer 2 de Louis Morneau : Nick
- 2006 : Le Pacte du sang de Renny Harlin : Aaron
- 2006 : Death Row de Kevin VanHook : Keith
- 2005 : A History of Violence de David Cronenberg : Bobby
- 2005 : 4 filles et un jean de Ken Kwapis : Paul Rodman
- 2005 : Baby-Sittor de Adam Shankman : Scott
- 2000 : Alley Cats Strike de Rod Daniel : Alex Thompson

### Télévision
- depuis 2024 : NCIS: Origins : Mike Franks
- 2019 : The I-Land : Moses
- 2017 : Six : Alex Caulder
- 2016 : Les Experts: Cyber : Reaper (Saison 2, épisode 13)
- 2015 : Motive : Derek Caster
- 2014 : Lost Girl : The Wanderer/Rainer
- 2012 - 2013 : Copper : Robert Morehouse
- 2012 : Arrow : Ace (saison 1, épisode 6)
- 2011 : Being human : Henry (8 épisodes)
- 2011 : Un ado en danger de Tom McLoughlin : Timmy
- 2009 : Fear Island de Michael Storey (II) : Tyler
- 2008 : Smallville (Saison 8, épisode 7) : Sebastian Kane
- 2007 : Les Experts : Miami (Saison 6, épisode 4) : Andrew Hillman
- 2007 : Blood Ties : Henry Fitzroy
- 2005 : Beautiful People saison 1 : Evan
- 2003 : Face à son destin : Chad
- 2003 : Les Cheetah Girls de Oz Scott (téléfilm) : Derek
- 2002 : Odyssey 5 (Saison 1, épisode 17) : Zack Ambrose
- 2001 : À l'épreuve de l'amour (What Girls Learn) : Jamie Sanders
- 2001 : Degrassi : La Nouvelle Génération (Saison 1, épisode 5) : Journaliste
- 2001 : Mystère Zack : Jason
- 2000 : La musique du bonheur : Scott Miller